# Якобишвили, Анталь
Анта́ль Якобишви́ли (венг. Yaakobishvili Antal; 12 июля 2004, Будапешт, Венгрия) — венгерский футболист, защитник клуба «Жирона».

## Клубная карьера
17 января 2024 года Якобишвили дебютировал за основную команду «Жироны» в матче Кубка Испании против «Райо Вальекано». 21 января 2024 Анталь впервые сыграл в чемпионате Испании в матче против «Севильи».